# Walter Porzig
Walter Porzig né le 30 avril 1895 à Ronneburg (Duché de Saxe-Altenbourg), et mort le 14 octobre 1961 à Mayence est un linguiste allemand qui a publié principalement sur la linguistique indo-européenne.

## Biographie
Walter Porzig est le fils du juge Max Porzig. Il a effectué de 1907 à 1911 ses études secondaires au lycée de la Reine Carole à Leipzig. Après avoir combattu au cours de la Première Guerre mondiale, Porzig étudie la philologie à Iéna, Munich et Leipzig. Il soutient en 1921 à l'université d'Iéna sa thèse sur « La fonction syntactique de l'imparfait du subjonctif en latin archaïque », qu'il a préparée sous la direction de Ferdinand Sommer.
En 1922, Porzig est nommé privat-docent à l'Université de Leipzig. Il y prépare sa thèse d'habilitation, soutenue en 1925, avec Wilhelm Streitberg : dans ce travail, consacré à L’Hypotaxe dans le Rigveda, il applique notamment l'analyse de sonorité d'Eduard Sievers. La même année, il obtient la chaire de philologie de l'Université de Berne, mais en est démis quelques mois plus tard pour activisme nazi.
Il échange en 1935 son poste de Berne avec ex-professeur Albert Debrunner à Iéna. « Porzig, écrit l'historien Lerchenmueller, était président du NSDAP de l'étranger à Berne, tandis que Debrunner était un opposant avisé du National-socialisme. Les détails de ce spectaculaire échange de chaires restent aujourd'hui obscurs ». En 1941, Porzig est nommé professeur de la Reichsuniversität Straßburg, mais travaille le plus souvent pour les forces d'occupation allemandes en Norvège. Rapatrié en 1944 à Iéna, il commande pendant les derniers mois de la guerre un bataillon du Volkssturm.
D'avril 1945 à juillet 1946, il est interné dans des camps alliés. Il est recruté par un institut de Dénazification en 1949. En 1951, il retrouve un poste de professeur dans la toute nouvelle université de Mayence, en zone française. Selon un article critique paru en 2001, « Il ne fait aucun doute qu'il a fondamentalement réformé ses idées politiques après 1945 », et qu'auparavant « il n'avait jamais recouru à la linguistique comme argument politique. »
Le livre le plus célèbre de Porzig, Le Miracle de la Langue, consacré aux principes de la linguistique, a paru en 1950. Dans la préface de la 5e édition, Heinz Rupp qualifie l'ouvrage d'« essai remarquable. » L'ouvrage a connu au total neuf rééditions jusqu'en 1993, et a été traduit en espagnol (par Moralejo Lasso) et en turc.

## Ouvrages
- Das Wunder der Sprache (Le Miracle de la Langue), Munich, Berne, 1950.